# Saint-Pierremont (Ardenas)
Saint-Pierremont é uma comuna francesa na região administrativa de Grande Leste, no departamento das Ardenas. Estende-se por uma área de 19,77 km². Em 2010 a comuna tinha 75 habitantes (densidade: 3,8 hab./km²).